# Compass (azienda)
Compass Banca è un istituto di credito italiano di proprietà del gruppo Mediobanca con oltre 287 punti vendita  specializzata nel credito al consumo (prestiti personali e finalizzati, carte di credito e cessione del quinto). Fondata nel 1960 e avente sede a Milano, è uno dei principali operatori italiani nel proprio settore.
Nel corso della propria esistenza ha progressivamente ampliato le proprie attività, occupandosi anche di servizi finanziari per i pagamenti, del settore assicurativo e (a seguito dell'autorizzazione rilasciata dalla Banca d’Italia il 9 aprile 2013) dell'emissione di moneta elettronica. Nel 2015 Compass diventa Banca assumendo il nome Compass Banca S.p.A.

## Storia
La società viene fondata nel 1951 da Mediobanca, Montecatini, Fiat e Snia Viscosa con il nome di Compagnia Sviluppo Iniziative Industriali Agricole e Commerciali - Compass S.p.A. per supportare le iniziative economico-industriali e le esportazioni delle aziende italiane in Iran, Iraq, Pakistan e India, nonché lo sviluppo di tali paesi.
Nel 1958, dopo tre anni di attività, Compagnia Sviluppo Iniziative Industriali Agricole e Commerciali ridusse il capitale sociale, rimborsando i soci: Mediobanca acquista la totalità delle azioni della società e ne assume il controllo. Quindi, dal 1960 entra nel settore del credito al consumo, specializzata nella concessione di finanziamenti alle famiglie per l'acquisto di beni durevoli e semidurevoli (principalmente elettrodomestici per la casa).
Nel 1962 diventa semplicemente Compass S.p.A..
Nel 1970 Compass costituisce S.E.L.M.A., società specializzata nel leasing.
Nel 1987 costituisce la società Cofactor, specializzata nell'acquisto pro-soluto di crediti non-performing, e due anni dopo la controllata S.E.L.M.A. acquista il 100% di Palladio Leasing, società di leasing con sede a Vicenza. Nel 1991 costituisce Micos Banca, società specializzata nel settore dei mutui immobiliari, e acquista da Banca Popolare di Milano il ramo d'azienda relativo all'attività di leasing, fondendolo con la controllata S.E.L.M.A. e fondando così SelmaBipiemme Leasing S.p.A. (inizialmente partecipata al 38,35% da BPM e al 61,65% da Compass). Nel 1989 Compass lancia sul mercato proprie carte di credito rateali, attive sui circuiti Visa e MasterCard.
Nel 2001 Compass acquista da RCS il 100% del capitale di Creditech, società attiva nel recupero crediti per conto terzi. Nel 2005 Compass diventa licenziatario della Federazione Italiana Giuoco Calcio e introduce in co-marketing il prodotto Carta Azzurra. Nel 2006 inizia l'attività nel comparto della Cessione del quinto dello stipendio e nel 2007 diventa sponsor ufficiale della Nazionale italiana di calcio. A dicembre 2007 acquisisce Linea S.p.A. (società attiva nel credito al consumo) da Banca Popolare di Vicenza, per poi incorporarla nel corso del 2008, preservandone però le controllate Futuro (attiva nella cessione del quinto dello stipendio) e Ducati Financial Services (costituita in joint venture paritetica con Ducati). La partecipata Micos, attiva nel settore dei mutui ipotecari alle famiglie, estende l'attività ai prodotti di raccolta, lanciando con l'occasione una piattaforma bancaria sotto il brand CheBanca!. Nel 2009 si costituisce Compass Re S.A., società di riassicurazione con sede a Lussemburgo.
Nel 2011 Compass ottiene l'iscrizione all'albo italiano degli istituti di pagamento, necessaria per continuare l'attività di emissione e gestione delle carte di credito. Nello stesso anno lancia il prodotto Carta Viva Web, una carta di credito specifica per l'e-commerce, e ufficializza il rinnovo fino al 2014 del rapporto di sponsorizzazione delle squadre nazionali italiane di calcio. Nel 2012 Compass lancia il progetto Compassicura, che prevede la distribuzione di assicurazioni per la casa in partenariato con altre società del settore, prima fra tutte Europ Assistance
Dal 2013, su autorizzazione di Banca d'Italia, Compass è diventata istituto per l'emissione di moneta elettronica (IMEL) e, a giugno dello stesso anno, ha lanciato Compass Pay, una piattaforma integrata per i servizi di pagamento on e off line.
Nel 2014 Cofactor e Creditech si fondono in un'unica società denominata Creditech.
Dal 2015, su autorizzazione di BCE, Compass diventa Compass Banca S.p.A.
Nel 2016 Creditech S.p.A. cambia ragione sociale in MBCredit Solutions S.p.A, attiva principalmente nell’acquisto e gestione di crediti NPL.
Nel maggio 2018 Compass lancia la piattaforma web full digital per la richiesta e la liquidazione dei Prestiti Personali online tramite desktop e mobile.
Nel Luglio Compass lancia la rete di Agenzie Autorizzate specializzate nella Cessione del Quinto, abilitate tramite un mandato di agenzia,  a marchio Compass Quinto.
Il 1.Novembre 2020 Futuro S.p.A., attiva nell'erogazione di finanziamenti rimborsabili mediante Cessione di quote di stipendio o pensione e delegazione di pagamento, viene fusa per incorporazione nella sua controllante Compass S.p.A.

## Struttura societaria
Compass è controllata al 100% da Mediobanca e detiene il 100% del capitale di MBCredit Solutions (società attiva nel recupero dei crediti per conto terzi e nell'acquisto pro-soluto di portafogli di crediti non performing), di Compass Re S.A. (compagnia di riassicurazione con sede in Lussemburgo) e il 100% del capitale di Compass Rent, (società specializzata nel Noleggio a Lungo Termine) ed il 100% del capitale di Compass Link, (agente in attività finanziaria).

## Attività
Il core business di Compass è rappresentato dai prodotti e servizi di credito al consumo per le famiglie, nelle forme di prestiti personali, prestiti finalizzati, carte di credito e cessione del quinto dello stipendio. Dal 2011, per l'emissione e la gestione delle carte di credito, Compass ha assunto anche la forma di istituto di pagamento, mentre nell'ottobre 2012 ha iniziato anche a distribuire polizze assicurative per la casa, non legate a contratti di credito al consumo.
Nel 2013, con l'autorizzazione ad operare come Istituto per l'emissione di Moneta Elettronica (IMEL), Compass ha lanciato Compass Pay, piattaforma per i servizi di pagamento on e off line che integra un conto di base (per effettuare gli usuali servizi di gestione e trasferimento fondi) con altri prodotti quali carte di pagamento, borsellino elettronico per effettuare acquisti on-line e la possibilità di ottenere minicrediti per avere sempre a disposizione una riserva di liquidità per fronteggiare le spese impreviste.
A partire dal 2018 Compass lancia una serie di servizi digitali, sito e app, per consentire ai clienti di operare anche in remoto, attraverso i devices digitali, PC e smartphone.
Nel 2020 Compass rafforza la sua presenza strategica nel settore della Cessione del Quinto incorporando la propria controllata Futuro, specializzata proprio in questo comparto di mercato. (Tale fusione completa un percorso iniziato nel 2019 con il lancio di una nuova rete agenziale con punti vendita dedicati sul territorio, specializzata nella Cessione del quinto, a marchio Compass Quinto.

## Partenariati commerciali
Compass ha stretto accordi commerciali di distribuzione con partner bancari per un totale di oltre 6 700 sportelli bancari serviti. A ciò si aggiunge un accordo di distribuzione di prestiti e carte di credito con Poste Italiane.
Nei primi decenni degli anni 2000, a seguito di un accordo con la Federazione Italiana Giuoco Calcio, Compass è divenuta top sponsor delle squadre nazionali italiani. L'accordo si è concluso nel 2014.

## Associazioni
Compass è iscritta ad Assofin, associazione italiana di categoria per gli operatori del credito al consumo, ed è associata all'Associazione bancaria italiana.